# Gortyna leucographa
Gortyna leucographa là một loài bướm đêm trong họ Noctuidae.